# CSI: NY (seizoen 3)
Het 3e seizoen van de Thriller Crime Scene Investigation New York werd uitgezonden (in Amerika) van 20 september 2006 tot en met 16 mei 2007.
In Nederland werd dit seizoen van de serie door RTL 5 uitgezonden en dit gebeurde een half jaar later. Het derde seizoen bestond uit 24 afleveringen die allen ongeveer 45 minuten duren. De hoofdrollen worden gespeeld door Gary Sinise, Melina Kanakaredes, Carmine Giovinazzo, Hill Harper, Eddie Cahill en Anna Belknap.
De dvd van het derde seizoen werd op 9 oktober 2007 uitgegeven in Amerika, Canada en Bermuda, op 15 oktober 2007 werd de dvd ook in Europa, en dus Nederland, uitgegeven.

## Rolverdeling
| Acteur             | Personage         | per aflevering             | per aflevering             | per aflevering             | per aflevering             | per aflevering             | per aflevering             | per aflevering             | per aflevering             | per aflevering             | per aflevering             | per aflevering             | per aflevering             | per aflevering             | per aflevering             | per aflevering             | per aflevering             | per aflevering             | per aflevering             | per aflevering             | per aflevering             | per aflevering             | per aflevering             | per aflevering             | per aflevering             |
| Acteur             | Personage         | 1                          | 2                          | 3                          | 4                          | 5                          | 6                          | 7                          | 8                          | 9                          | 10                         | 11                         | 12                         | 13                         | 14                         | 15                         | 16                         | 17                         | 18                         | 19                         | 20                         | 21                         | 22                         | 23                         | 24                         |
| ------------------ | ----------------- | -------------------------- | -------------------------- | -------------------------- | -------------------------- | -------------------------- | -------------------------- | -------------------------- | -------------------------- | -------------------------- | -------------------------- | -------------------------- | -------------------------- | -------------------------- | -------------------------- | -------------------------- | -------------------------- | -------------------------- | -------------------------- | -------------------------- | -------------------------- | -------------------------- | -------------------------- | -------------------------- | -------------------------- |
| Gary Sinise        | Mac Taylor        | Gehele seizoen             | Gehele seizoen             | Gehele seizoen             | Gehele seizoen             | Gehele seizoen             | Gehele seizoen             | Gehele seizoen             | Gehele seizoen             | Gehele seizoen             | Gehele seizoen             | Gehele seizoen             | Gehele seizoen             | Gehele seizoen             | Gehele seizoen             | Gehele seizoen             | Gehele seizoen             | Gehele seizoen             | Gehele seizoen             | Gehele seizoen             | Gehele seizoen             | Gehele seizoen             | Gehele seizoen             | Gehele seizoen             | Gehele seizoen             |
| Melina Kanakaredes | Stella Bonasera   | Gehele seizoen             | Gehele seizoen             | Gehele seizoen             | Gehele seizoen             | Gehele seizoen             | Gehele seizoen             | Gehele seizoen             | Gehele seizoen             | Gehele seizoen             | Gehele seizoen             | Gehele seizoen             | Gehele seizoen             | Gehele seizoen             | Gehele seizoen             | Gehele seizoen             | Gehele seizoen             | Gehele seizoen             | Gehele seizoen             | Gehele seizoen             | Gehele seizoen             | Gehele seizoen             | Gehele seizoen             | Gehele seizoen             | Gehele seizoen             |
| Carmine Giovinazzo | Danny Messer      | Gehele seizoen             | Gehele seizoen             | Gehele seizoen             | Gehele seizoen             | Gehele seizoen             | Gehele seizoen             | Gehele seizoen             | Gehele seizoen             | Gehele seizoen             | Gehele seizoen             | Gehele seizoen             | Gehele seizoen             | Gehele seizoen             | Gehele seizoen             | Gehele seizoen             | Gehele seizoen             | Gehele seizoen             | Gehele seizoen             | Gehele seizoen             | Gehele seizoen             | Gehele seizoen             | Gehele seizoen             | Gehele seizoen             | Gehele seizoen             |
| Hill Harper        | Sheldon Hawkes    | Gehele seizoen             | Gehele seizoen             | Gehele seizoen             | Gehele seizoen             | Gehele seizoen             | Gehele seizoen             | Gehele seizoen             | Gehele seizoen             | Gehele seizoen             | Gehele seizoen             | Gehele seizoen             | Gehele seizoen             | Gehele seizoen             | Gehele seizoen             | Gehele seizoen             | Gehele seizoen             | Gehele seizoen             | Gehele seizoen             | Gehele seizoen             | Gehele seizoen             | Gehele seizoen             | Gehele seizoen             | Gehele seizoen             | Gehele seizoen             |
| Eddie Cahill       | Donald Flack, Jr. | Gehele seizoen             | Gehele seizoen             | Gehele seizoen             | Gehele seizoen             | Gehele seizoen             | Gehele seizoen             | Gehele seizoen             | Gehele seizoen             | Gehele seizoen             | Gehele seizoen             | Gehele seizoen             | Gehele seizoen             | Gehele seizoen             | Gehele seizoen             | Gehele seizoen             | Gehele seizoen             | Gehele seizoen             | Gehele seizoen             | Gehele seizoen             | Gehele seizoen             | Gehele seizoen             | Gehele seizoen             | Gehele seizoen             | Gehele seizoen             |
| Anna Belknap       | Lindsey Monroe    | Gehele seizoen             | Gehele seizoen             | Gehele seizoen             | Gehele seizoen             | Gehele seizoen             | Gehele seizoen             | Gehele seizoen             | Gehele seizoen             | Gehele seizoen             | Gehele seizoen             | Gehele seizoen             | Gehele seizoen             | Gehele seizoen             | Gehele seizoen             | Gehele seizoen             | Gehele seizoen             | Gehele seizoen             | Gehele seizoen             | Gehele seizoen             | Gehele seizoen             | Gehele seizoen             | Gehele seizoen             | Gehele seizoen             | Gehele seizoen             |
| Robert Joy         | Sid Hammerback    | Gehele seizoen als gastrol | Gehele seizoen als gastrol | Gehele seizoen als gastrol | Gehele seizoen als gastrol | Gehele seizoen als gastrol | Gehele seizoen als gastrol | Gehele seizoen als gastrol | Gehele seizoen als gastrol | Gehele seizoen als gastrol | Gehele seizoen als gastrol | Gehele seizoen als gastrol | Gehele seizoen als gastrol | Gehele seizoen als gastrol | Gehele seizoen als gastrol | Gehele seizoen als gastrol | Gehele seizoen als gastrol | Gehele seizoen als gastrol | Gehele seizoen als gastrol | Gehele seizoen als gastrol | Gehele seizoen als gastrol | Gehele seizoen als gastrol | Gehele seizoen als gastrol | Gehele seizoen als gastrol | Gehele seizoen als gastrol |
| A.J. Buckley       | Adam Ross         | Gehele seizoen als gastrol | Gehele seizoen als gastrol | Gehele seizoen als gastrol | Gehele seizoen als gastrol | Gehele seizoen als gastrol | Gehele seizoen als gastrol | Gehele seizoen als gastrol | Gehele seizoen als gastrol | Gehele seizoen als gastrol | Gehele seizoen als gastrol | Gehele seizoen als gastrol | Gehele seizoen als gastrol | Gehele seizoen als gastrol | Gehele seizoen als gastrol | Gehele seizoen als gastrol | Gehele seizoen als gastrol | Gehele seizoen als gastrol | Gehele seizoen als gastrol | Gehele seizoen als gastrol | Gehele seizoen als gastrol | Gehele seizoen als gastrol | Gehele seizoen als gastrol | Gehele seizoen als gastrol | Gehele seizoen als gastrol |
| Emmanuelle Vaugier | Jessica Angell    | Gehele seizoen als gastrol | Gehele seizoen als gastrol | Gehele seizoen als gastrol | Gehele seizoen als gastrol | Gehele seizoen als gastrol | Gehele seizoen als gastrol | Gehele seizoen als gastrol | Gehele seizoen als gastrol | Gehele seizoen als gastrol | Gehele seizoen als gastrol | Gehele seizoen als gastrol | Gehele seizoen als gastrol | Gehele seizoen als gastrol | Gehele seizoen als gastrol | Gehele seizoen als gastrol | Gehele seizoen als gastrol | Gehele seizoen als gastrol | Gehele seizoen als gastrol | Gehele seizoen als gastrol | Gehele seizoen als gastrol | Gehele seizoen als gastrol | Gehele seizoen als gastrol | Gehele seizoen als gastrol | Gehele seizoen als gastrol |
| Claire Forlani     | Peyton Driscoll   | Gehele seizoen als gastrol | Gehele seizoen als gastrol | Gehele seizoen als gastrol | Gehele seizoen als gastrol | Gehele seizoen als gastrol | Gehele seizoen als gastrol | Gehele seizoen als gastrol | Gehele seizoen als gastrol | Gehele seizoen als gastrol | Gehele seizoen als gastrol | Gehele seizoen als gastrol | Gehele seizoen als gastrol | Gehele seizoen als gastrol | Gehele seizoen als gastrol | Gehele seizoen als gastrol | Gehele seizoen als gastrol | Gehele seizoen als gastrol | Gehele seizoen als gastrol | Gehele seizoen als gastrol | Gehele seizoen als gastrol | Gehele seizoen als gastrol | Gehele seizoen als gastrol | Gehele seizoen als gastrol | Gehele seizoen als gastrol |

## Afleveringen
| Nr. | Titel aflevering                | Geregisseerd door | Geschreven door                                   | Uitzenddatum VS   |
| --- | ------------------------------- | ----------------- | ------------------------------------------------- | ----------------- |
| 1   | "People With Money"             | Rob Bailey        | Pam Veasey & Peter M. Lenkov                      | 20 september 2006 |
| 2   | "Not What It Looks Like"        | Duane Clark       | Pam Veasey & Peter M. Lenkov                      | 27 september 2006 |
| 3   | "Love Run Cold"                 | Tim Iacofano      | Timothy J. Lea                                    | 4 oktober 2006    |
| 4   | "Hung Out To Dry"               | Anthony Hemingway | Zachary Reiter                                    | 11 oktober 2006   |
| 5   | "Oedipus Hex"                   | Scott Lautanen    | Anthony E. Zuiker & Ken Solarz                    | 18 oktober 2006   |
| 6   | "Open and Shut"                 | Joe Ann Fogle     | Wendy Battles                                     | 25 oktober 2006   |
| 7   | "Murder Sings the Blues"        | Oz Scott          | Sam Humphrey                                      | 1 november 2006   |
| 8   | "Consequences"                  | Rob Bailey        | Pam Veasey                                        | 8 november 2006   |
| 9   | "And Here's To You, Mrs Azrael" | David Von Ancken  | Peter M. Lenkov                                   | 15 november 2006  |
| 10  | "Sweet Sixteen"                 | David Jackson     | Ken Solarz                                        | 22 november 2006  |
| 11  | "Raising Shane"                 | Christine Moore   | Zachary Reiter & Pam Veasey                       | 29 november 2006  |
| 12  | "Silent Night"                  | Rob Bailey        | Sam Humphrey, Peter M. Lenkov & Anthony E. Zuiker | 13 december 2006  |
| 13  | "Obsession"                     | Jeffrey G. Hunt   | Jeremy Littman                                    | 17 januari 2007   |
| 14  | "The Lying Game"                | Anthony Hemingway | Wendy Battles                                     | 24 januari 2007   |
| 15  | "Some Buried Bones"             | Rob Bailey        | Noah Nelson                                       | 7 februari 2007   |
| 16  | "Heart of Glass"                | David Jackson     | Bill Haynes & Pam Veasey                          | 14 februari 2007  |
| 17  | "The Ride-In"                   | Steven DePaul     | Peter M. Lenkov                                   | 21 februari 2007  |
| 18  | "Sleight Out of Hand"           | Rob Bailey        | John Dove & Zachary Reiter                        | 28 februari 2007  |
| 19  | "A Daze Of Wine And Roaches"    | Oz Scott          | Timothy J. Lea & Daniele Nathanson                | 21 maart 2007     |
| 20  | "What Schemes May Come"         | Christine Moore   | Bruce Zimmerman                                   | 11 april 2007     |
| 21  | "Past Imperfect"                | Oz Scott          | Wendy Battles                                     | 25 april 2007     |
| 22  | "Cold Reveal"                   | Marshall Adams    | Pam Veasey & Sam Humphrey                         | 2 mei 2007        |
| 23  | "Comes Around"                  | Rob Bailey        | Daniele Nathanson & Pam Veasey                    | 9 mei 2007        |
| 24  | "Snow Day"                      | Duane Clark       | Pam Veasey & Peter M. Lenkov                      | 16 mei 2007       |